# Hernán Laborde
Hernán Laborde Rodríguez (Veracruz, 18 de noviembre de 1895 - Ciudad de México, 1 de mayo de 1955) fue un político comunista mexicano.
Nació en el Puerto de Veracruz el 18 de noviembre de 1895, siendo hijo de Francisco Laborde y Rosenda Rodríguez. Laborde se unió al Partido Comunista Mexicano (PCM) en 1925. Formó parte de la Alianza de los Ferrocarrileros Mexicanos desde 1924, y durante las huelgas ferrocarrileras que se desarrollaron entre los años 1926-1927 era uno de sus líderes, pero sería aprehendido y encarcelado por órdenes del gobierno de Calles. Fue elegido diputado en julio de 1928, cargo que desempeñó hasta mayo de 1929, en que fue desaforado. En 1929 fue elegido Secretario General del PCM, siendo su principal dirigente hasta comienzos de 1940, cuando fue expulsado del partido por negarse a participar en el I Congreso Extraordinario del PCM. En 1934 fue candidato a la Presidencia de México por el PCM, obteniendo sólo unos cuantos cientos de votos.}
Junto con Valentín Campa, Laborde se opuso a que el PCM realizara una campaña de difamación contra León Trotski luego de que había huido a México. Al mismo tiempo, ambos líderes comunistas cuestionaron la política de "unidad a toda costa" impuesta por la Internacional Comunista, lo que les valió ser removidos de la dirección y expulsados del PCM por órdenes de la propia Internacional. Laborde fue encontrado luego de una fiesta del Partido Obrero-Campesino Mexicano (PCOM) de Valentín Campa. Falleció el Día del Trabajo en 1955.
Fue pareja de la cantante y activista Concha Michel, a quien conoció en el Partido Comunista Mexicano.

## Obras
- Tabernarias (1922)
- El por qué de mi desafuero (1930)
- Lombardo Toledano y los comunistas: parte del discurso pronunciado el 1o. mayo de 1934 (1934)
- La nueva política del Partido Comunista de México (1935)
- Yucatán para los yucatecos (1936)
- La U.R.S.S. y Trotsky (1936)
- La política de unidad a toda costa: informe al pleno del Comité Central del Partido Comunista de México, celebrado del 26 al 30 de junio de 1937 (1937)
- Contra el peligro fachista: resolución adoptada por el pleno del Comité Central del Partido Comunista de México sobre el informe del compañero Hernán Laborde en primer punto de la orden del día, 4 al 7 de diciembre de 1937 (1937)
- Unidad a toda costa: informe al pleno del Comité Central del Partido Comunista de México, celebrado del 26 al 30 de junio de 1937 (1937)
- La revolución amenazada: Discurso pronunciado por el C. Hernán Laborde, Secretario General del Partido Comunista de México, en el mitin de aniversario de la revolución mexicana, celebrado por la Confederación de Trabajadores de México (1937)
- Rusia de hoy (1938)
- Para vencer en 1940, todos a la Convención del P.R.M.: informe (1939)
- El enemigo es Almazán: informe del comp. Hernán Laborde, Secretario General del Partido Comunista Mexicano, al pleno del Comité Nacional, reunido en México del 16 al 20 de septiembre de 1939 (1939)
- Paz y trabajo, no violencia ni sangre: el Partido Comunista ante la sucesión presidencial (1939)
- Unidos!: Tras un sólo candidato para derrotar a la reacción (1939)
- La verdad sobre la segunda guerra inter-imperialista: interpretación Marxista-Leninista (1939)
- Historia de la economía Soviética (1948)
- El existencialismo, filosofía reaccionaria (1949)
- Portes Gil y su libro: Quince años de política mexicana (1950)
- Madre del hombre. Canto de amor y paz (1954)
- Estrella de oriente y otras canciones de paz y vida (1964)
- Apuntes sobre nuestra expulsión y la crisis del PCM (1975)